# Нептунат(VI) лития
Нептунат(VI) лития — неорганическое соединение,
комплексный оксид нептуния и лития
с формулой Li2NpO4,
кристаллы.

## Физические свойства
Нептунат(VI) лития образует кристаллы
ромбической сингонии,
пространственная группа P nma,
параметры ячейки a = 1,048 нм, b = 0,6018 нм, c = 0,5121 нм, Z = 4.